# Hästtjärnarna (Dorotea socken, Lappland, 714278-153302)
Hästtjärnarna är en sjö i Dorotea kommun i Lappland och ingår i Ångermanälvens huvudavrinningsområde.